# Complesso del Monte Nuria
Complesso del Monte Nuria este o arie protejată (arie specială de conservare — SAC, sit de importanță comunitară — SCI) din Italia întinsă pe o suprafață de 1.800 ha, integral pe uscat.

## Localizare
Centrul sitului Complesso del Monte Nuria este situat la coordonatele 42°21′05″N 13°05′02″E / 42.351389°N 13.083889°E.

## Înființare
Situl Complesso del Monte Nuria a fost declarat sit de importanță comunitară în iunie 1995 pentru a proteja 10 specii de animale. Situl a fost protejat și ca arie specială de conservare în decembrie 2016.

## Biodiversitate
Situată în ecoregiunea mediteraneană, aria protejată conține 3 habitate naturale: Pajiști alpine și boreale, Pante stâncoase calcaroase cu vegetație casmofită, Pajiști alpine și subalpine calcaroase.
La baza desemnării sitului se află mai multe specii protejate:
- păsări (5): potârnichea de stâncă (Alectoris graeca graeca), fâsă-de-câmp (Anthus campestris), caprimulg (Caprimulgus europaeus), sfrâncioc roșiatic (Lanius collurio), ciocârlie de pădure (Lullula arborea)
- amfibieni (2): Salamandrina terdigitata, Triturus carnifex
- mamifere (2): lupul (Canis lupus), urs brun (Ursus arctos)
- reptile (1): șarpele cu patru dungi (Elaphe quatuorlineata)

Pe lângă speciile protejate, pe teritoriul sitului au mai fost identificate 9 specii de plante, 5 specii de amfibieni, 3 specii de mamifere, 3 specii de reptile.